# 桂芳男
桂 芳男（かつら よしお）は、日本の経営学者（専門は経営史）。経済学博士、神戸大学名誉教授。
1929年愛媛県生まれ。松山商科大学（現松山大学）卒業。1958年神戸大学大学院経済学研究科博士後期課程修了。神戸大学経済学部教授を歴任。
『関西系総合商社の原像』（啓文社）、『現代企業管理の起源』（千倉書房）、『幻の総合商社鈴木商店』（日経新書、教養文庫）、など、著書・論文多数。